# Ian D. Marsden

Ian David Marsden (2007)

Ian David Marsden (* 24. August 1967 in New York City) ist ein schweizerisch-amerikanischer Cartoonist, Karikaturist, Comiczeichner, Illustrator, Autor und Designer. Er veröffentlichte frühe Arbeiten im Schweizer Satiremagazin Nebelspalter und war laut Lambiek Comiclopedia der erste Künstler, der Google Doodles für Google.com entwarf; für rund ein Jahr war er der einzige Illustrator dieser Logos. 2003 entwarf er Smoony, das offizielle Maskottchen der Alpinen Skiweltmeisterschaften in St. Moritz. Seit 2006 lebt und arbeitet er als freischaffender Illustrator in Claret im Département Hérault, Region Okzitanien, Frankreich.

## Werdegang
Marsden wurde in New York City geboren und wuchs in Zürich auf. Erste Cartoons veröffentlichte er 1983 im Satiremagazin Nebelspalter. Seit den 1980er-Jahren arbeitet Marsden als Zeichner und Illustrator für schweizerische und internationale Medien, darunter MAD Magazine.
Marsden war laut Lambiek Comiclopedia der erste Künstler, der Google Doodles für Google.com entwarf, und gestaltete diese Funktion für rund ein Jahr exklusiv. Das Wall Street Journal schilderte 2011 in einem Rückblick auf die frühen Jahre von Google u. a. ein von Marsden entworfenes Doodle im Mai 2000 mit einem „Alien-Abduction“-Motiv.
Für die Alpinen Skiweltmeisterschaften 2003 in St. Moritz entwarf Marsden das offizielle Maskottchen Smoony. Die Figur kombiniert Elemente von Sonne und Mond und basiert auf einem prämierten Entwurf aus einem Kinderwettbewerb. Für die Schweizer Landesausstellung Expo.02 wurde Marsden ebenfalls für das Maskottchen- und Charakterdesign angefragt. Seine Entwürfe für das Hauptmaskottchen und alle Arteplages wurden zunächst bewilligt, jedoch nach einem Wechsel in der Projektleitung verwarf die neue Leitung das Konzept zugunsten einer anderen gestalterischen Ausrichtung.
Marsden entwarf Corporate-Charaktere für Unternehmen, darunter Pfiffikus (Si SHK) und Oskar (seele GmbH). Zu seinen weiteren Auftraggebern gehörten die Fraunhofer-Gesellschaft sowie Mercedes-Benz, für deren Mitarbeiterhandbuch er Illustrationen anfertigte. Er gehört zur „Designer Family“ des deutschen Glaswarenherstellers Ritzenhoff, für den er neun Produkte entwarf. Für die US-amerikanische Sängerin La Toya Jackson gestaltete er Merchandise-Designs. Marsden wurde mehrere Jahre lang auf der offiziellen Website des Grafiktablett-Herstellers Wacom als „Featured Artist“ mit Tutorial-Videos vorgestellt.

## Werke (Auswahl)
- Zürich, my little town (1988), Nebelspalter Verlag, ISBN 3-85819-124-8.
- Football Heroes (2006), ISBN 978-3-9523088-0-6.
- Willkommen im Kollegenzoo (2008), Droemer Knaur, ISBN 978-3-426-64568-0.
- Footballheroes: See Red! (Jahr unbek.), ISBN 978-3-9523088-7-5.
- Marvin: Based on "The Way I Was" (2020), basierend auf der Autobiografie von Marvin Hamlisch, ISBN 978-1-7364890-0-3.
- The Secret Egg (2019), ISBN 978-1-7923262-6-6.